# Jauldes
Jauldes és un municipi francès situat al departament del Charente i a la regió de la Nova Aquitània. L'any 2007 tenia 714 habitants.

## Demografia

### Població
El 2007 la població de fet de Jauldes era de 714 persones. Hi havia 278 famílies de les quals 62 eren unipersonals (31 homes vivint sols i 31 dones vivint soles), 98 parelles sense fills, 110 parelles amb fills i 8 famílies monoparentals amb fills.
La població ha evolucionat segons el següent gràfic:
Habitants censats

### Habitatges
El 2007 hi havia 340 habitatges, 287 eren l'habitatge principal de la família, 11 eren segones residències i 43 estaven desocupats. 339 eren cases i 1 era un apartament. Dels 287 habitatges principals, 246 estaven ocupats pels seus propietaris, 31 estaven llogats i ocupats pels llogaters i 10 estaven cedits a títol gratuït; 1 tenia una cambra, 3 en tenien dues, 34 en tenien tres, 87 en tenien quatre i 161 en tenien cinc o més. 177 habitatges disposaven pel capbaix d'una plaça de pàrquing. A 93 habitatges hi havia un automòbil i a 173 n'hi havia dos o més.

### Piràmide de població
La piràmide de població per edats i sexe el 2009 era:
| Homes | Edats   | Dones |
| ----- | ------- | ----- |
| 0     | 95 o +  | 0     |
| 0     | 90 a 94 | 0     |
| 8     | 85 a 89 | 8     |
| 0     | 80 a 84 | 0     |
| 16    | 75 a 79 | 4     |
| 20    | 70 a 74 | 28    |
| 16    | 65 a 69 | 4     |
| 12    | 60 a 64 | 28    |
| 20    | 55 a 59 | 8     |
| 16    | 50 a 54 | 4     |
| 32    | 45 a 49 | 20    |
| 20    | 40 a 44 | 32    |
| 16    | 35 a 39 | 16    |
| 36    | 30 a 34 | 24    |
| 20    | 25 a 29 | 20    |
| 12    | 20 a 24 | 8     |
| 8     | 15 a 19 | 16    |
| 20    | 10 a 14 | 4     |
| 20    | 5 a 9   | 16    |
| 28    | 0 a 4   | 20    |

## Economia
El 2007 la població en edat de treballar era de 459 persones, 352 eren actives i 107 eren inactives. De les 352 persones actives 337 estaven ocupades (189 homes i 148 dones) i 15 estaven aturades (8 homes i 7 dones). De les 107 persones inactives 47 estaven jubilades, 25 estaven estudiant i 35 estaven classificades com a «altres inactius».

### Ingressos
El 2009 a Jauldes hi havia 302 unitats fiscals que integraven 757,5 persones, la mediana anual d'ingressos fiscals per persona era de 18.613 €.

### Activitats econòmiques
Dels 19 establiments que hi havia el 2007, 1 era d'una empresa extractiva, 2 d'empreses alimentàries, 1 d'una empresa de fabricació d'altres productes industrials, 5 d'empreses de construcció, 4 d'empreses de comerç i reparació d'automòbils, 3 d'empreses de serveis, 2 d'entitats de l'administració pública i 1 d'una empresa classificada com a «altres activitats de serveis».
Dels 5 establiments de servei als particulars que hi havia el 2009, 1 era un paleta, 1 fusteria, 2 empreses de construcció i 1 restaurant.
L'únic establiment comercial que hi havia el 2009 era una carnisseria.
L'any 2000 a Jauldes hi havia 28 explotacions agrícoles que ocupaven un total de 912 hectàrees.

## Equipaments sanitaris i escolars
El 2009 hi havia una escola elemental integrada dins d'un grup escolar amb les comunes properes formant una escola dispersa.

## Poblacions més properes
El següent diagrama mostra les poblacions més properes.